# Leptogorgia punicea
Leptogorgia punicea é uma espécie  da família Gorgoniidae e do gênero Leptogorgia.  
É encontrada na costa oeste do Oceano Atlântico, incluindo a região do Caribe e no litoral brasileiro. 

## Taxonomia
O táxon foi descrito oficialmente em 1857 por Jules Haime e Henri Milne-Edwards. 